# Alfabetització a l'edat mitjana
L'alfabetització a l'edat mitjana, des del segle vi al segle xv de la població laica era molt pobre. Excepte uns petits nuclis de lletrats fora de l'església a les ciutats, la majoria de la gent era il·letrada, i al món rural gairebé la totalitat. La Europa que va sorgir a partir del segle iv a rel de les diverses onades d'invasions dels pobles anomenats bàrbars havia perdut la riquesa literària i l'extensa alfabetització de les classes mitjanes i aristocràtiques de l'època clàssica. No existeixen dades estadístiques concretes del grau d'alfabetització de la població europea de l'època medieval. La immensa majoria de la població eren illiterati, analfabets, –no sabien llegir ni escriure– i aquesta situació social no afectava només les classes més pobres, sinó que tampoc la noblesa i la reialesa tenien competències en lectura i escriptura. El fills de la família feudal eren predestinats a la formació militar.

## El monopoli de l'Església
El monopoli cultural, i moltes vegades econòmic, queda en mans de l'Església catòlica. Només reben educació els membres del clergat i de les ordres religioses, en mans de qui queda la conservació i control de tots els coneixements religiosos, culturals i científics. Els monestirs i col·legis catedralicis controlen la forma en què la resta de la població pot accedir al coneixement.
La major part dels llibres d'aquesta Europa cristianitzada són llibres de litúrgia, necessaris per fer els ritus sagrats i per la formació de sacerdots i monjos, que havien de poder llegir i escriure en llatí. Van ser els responsables al llarg de l'edat mitjana de conservar i transmetre la cultura de l'època clàssica. Copiaven els textos i ensenyaven a llegir i a escriure a un nombre reduïts d'acòlits. La lectura es feia de viva veu, no va ser el Renaixement que a poc a poc es va introduir la lectura silenciosa.
És a partir del segle xii que l'Església comença a perdre el monopoli cultural. La creació de les universitats i la conversió en centres laics del saber va originar el sorgiment d'una nova classe social, formada per funcionaris, jutges, notaris i comerciants que comencen a tenir un accés més ampli a la lectura i l'escriptura, la generació de la burocràcia privada i pública va permetre aquest canvi. Les universitats més importants van sorgir a Bolonya (Itàlia) any 1089, París (França) any 1150, Oxford (Anglaterra) any 1096, Mòdena (Itàlia) any 1175, Cambridge (Anglaterra) any 1208. La primera universitat a l'estat espanyol va ser a Palència l'any 1208, i a Catalunya la universitat de Lleida l'any 1300.
La cultura de la plebs era oral. La gent aprenia escoltant. Era una temps de poca mobilitat demogràfica i d'estancament del coneixement. Les úniques lectures a les quals tenen accés la immensa majoria de la població són les que escolten en veu alta a les places públiques, i la noblesa feudal als castells i a la corts dels monarques, de mans dels joglars i trobadors, que reciten i canten relats presumptament històrics de cavalles i herois com la Cançó de Rotllan o poesia amorosa com el Roman de la Rose. És important destacar la diversitat del nivell d'analfabetisme. Un el món urba, la civitas, els comerciants i artesans tenien més accés a la cultura escrita, enfront d'una població agrària molt majoritària que vivia en una situació econòmica de semi esclavitud, llur única interacció cultural era el simbolisme de la imatgeria religiosa. Qüestió també important és la marginació que la dona va patir a l'hora d'accedir a l'educació lletrada. A l'estar en mans de l'Església el monopoli cultural i l'educació, sempre va frenar l'alfabetització de les dones, amb arguments basats en la diferència natural i la incapacitat intel·lectual. Només en determinades ordres religioses femenines o estaments nobiliaris la dona podia aprendre a llegir i escriure.

## Del llatí a la llengua vulgar
El llatí és l'idioma de la comunitat culta a l'Europa del segle xii, quan comença a conviure amb les llengües vernaculars, anomenades de forma resumida llengua vulgar, utilitzada per les classes menys cultes, entre les que sembla que existia un cert bilingüisme funcional i de comprensió del llatí, llengua que sentien per la predicació evangèlica. La majoria dels simplices et medriocriter litterati, terme de Jaume de Vitry, comprenien el llatí i entenien el sermons encara que fos de forma genèrica. Seran les noves ordres monacals, benedictins i franciscans, que per acostar el seu missatge evangèlic a la població analfabeta començaran a emprar el vulgar en les seves predicacions. El dos principals focus d'irradiació de la llengua vulgar seran l'Església i la cort.

## El llibre de paper i el protestantisme obren pas a l'alfabetització
El llibre medieval, còdex o manuscrit, neix i mor a causa de dues revolucions tècnològiques molt diferents. Neix el segle iv, quan es reinventa el llibre com un objecte de forma rectangular, format per diverses fulles de pergamí apilades i cosides, i mor amb l'invent de la impremta al segle xv, quan progressivament els llibres deixen de copiar-se a ma. El llibre manuscrit abasta un llarg període de mil anys i preserva no només l'herència cultural de l'època clàssica i el desenvolupament història de l'edat mitjana, també és una de les millors manifestacions artístiques. Per la complexitat de fabricació i edició esdevé una veritable obra d'art i, per tant, econòmicament restringida a qui té diners. El declivi del còdex esdevé a partir de l'invent de la impremta al voltant de l'any 1440 a Renània. Cap a l'any 1510 la gran majoria de llibres ja s'imprimien en paper, així finalitza el període medieval europeu. La lectura i l'escriptura es generalitzen, tot i continuant durant molts anys en mans de d'una burgesia puixant i de la noblesa aristocràtica. L'alfabetització general va arribar primer als països protestants. Martí Luter el 1520 va defensar la idea que tothom havia de llegir la bíblia, per això la va traduir a l'alemany i va promoure l'escolarització de tots.